# فوزية أبو خالد
فوزية أبو خالد (1955 -)، شاعرة وكاتبة سعودية، تعد رائدة قصيدة النثر في السعودية. وهي أكاديمية وباحثة في القضايا الاجتماعية والسياسية مع تركيزها على أطروحات الرأي والتحليل العلمي الاجتماعي في (القضايا الوطنية وقضايا الحقوق والمرأة والطفولة).

## دراستها
- بدأت دراستها الجامعية بالجامعة الأمريكية ببيروت وأتمتها بكلية لويس وكلارك ببورتلاند أوريغن بالولايات المتحدة.
- حصلت على درجة الماجستير من جامعة الملك سعود في البعد الاجتماعي لعمل المرأة الزراعي بمنطقة عسير وتهامة بجنوب المملكة العربية السعودية
- حصلت على درجة الدكتوراه في المرأة والخطاب السياسي من جامعة سالفورد بمانشستر ببريطانيا عام 2000م.[6]
- من الذين تتلمذت على أيديهم من الأعلام المعروفة: الشيخ حمد الجاسر، د. إحسان عباس، الشاعر د. خليل حاوي، الشاعر د. نذير العظمة، عالم الاجتماع د. حليم بركات ود. هشام شرابي، د. نعيمة كساب، البرفسور جون كانون، البرفسور أسعد نظامي د. عبد الله البنيان، د.الحاج بلال عمر د. يكن أرتورك، د. ثريا التركي، د. سلمى خضرا الجيوسي.

## عملها
- عملت ما قبل الحصول على شهادة المرحلة الثانوية أثناء الدراسة محررة وكاتبة لصفحة اجتماعية ثقافية بجريدة عكاظ.
- عملت معيدة ومحاضرة بقسم الدراسات الاجتماعية لكلية الآداب بجامعة الملك سعود
- عملت في إدارة جامعة الملك سعود بقسم الرواتب وبقسم شئون الموظفات السعوديات وبعمادة التطوير الأكاديمي.
- تعمل الآن عضو هيئة تدريس بقسم الدراسات الاجتماعية لكلية الآداب جامعة الملك سعود.
- بدأت مشوارها الشعري والكتابي في عمر مبكرة على مقاعد الدراسة الأولى.
- لها آلاف المقالات المنشورة بالصحف المحلية والعربية.[7]
- كان لها عامود يومي بجريدة عكاظ السعودية الصادرة من المنطقة الغربية وهي بالمرحلة المتوسطة «بعنوان قطرات» وكتبت في حينها وإلى اليوم لفترات طويلة بمجلة اليمامة.
- كما كان لها مقال رأي على صفحتين بمجلة اقرأ بعنوان «قطرات من نهر الوطن» مطلع الثمانينات الميلادية وهي بالمرحلة الجامعية، وكتبت مقالات في الشاغل الثقافي والوطني عامودا أسبوعيا بجريدة اليوم الصادرة من المنطقة الشرقية بعنوان «قطرات في قاع الزجاجة» نهاية الثمانينات ومطلع التسعينات الميلادية. كتبت مجموعة كتابات متسلسلة في تحليل الهوية والانتماء والتغير الاجتماعي بالمجتمع السعودي بمجلة اليمامة (1990/1991م) كما كتبت تسجيل تحليلي للحركة الثقافية الحديثة بالمملكة العربية السعودية بعنوان «سيرة ذاتية لتيار جماعي» بالملحق الأدبي لنفس الجريدة من عام 94 إلى عام 1996م.[بحاجة لمصدر]
- تواصل الكتابة التحليلية من العام 1995م إلى تاريخ اليوم في المجالين السياسي والاجتماعي المعرفي بمقال أسبوعي بجريدة الجزيرة السعودية الصادرة من المنطقة الوسطى في السعودية وكذلك بمقالات تحليلية سياسية بجريدة الحياة الصادرة من بيروت ولندن والرياض.[7]

## إصداراتها

### دواوين
1. إلى متى يختطفونك ليلة العرس (19975م)
2. قراءة في السر لتاريخ لصمت العربي/ أشهد الوطن (1982م).[8]
3. ماء السراب (1995)
4. مرثية الماء (2005)
5. شجن الجماد (2006).
6. تمرد عذري. (2008).
7. الأعمال الشعرية الكاملة. (2014).
8. ألف صباح وصباح: مكاشفات شعرية. (2014). بالاشتراك مع أميمة الخميس.[9]
9. ما بين الماء وبيني. (2017).
10. عدد كبير من أعمالها الشعرية مترجمة إلى اللغة الإنجليزية والفرنسية والألمانية والإيطالية. ومنها كتاب نساء من الهلال الخصيب، نساء بلا حدود، وكتاب أدب الجزيرة العربية الحديث وأعمال أخرى.[10]

### أدب أطفال
1. طيارات الورق /قصة للأطفال (1990)
2. طفلة تحب الأسئلة/ قصة للأطفال (1991م)

### إصدارات أخرى
1. كتاب للأطفال أجنحة قراءة تحليلية للمحات من واقع الطفولة من منظور علم اجتماع الطفولة (2004م).
2. كمين الأمكنة (سيرة ذاتية). (2016).[11]
3. تحديات وطنية: مقاربة لمطالب النساء في المجتمع العربي السعودي. (2017).
4. سيرة الأمهات. (2020). يضم الكتاب عشرات الشهادات التي كتبها أدباء وكتاب حول أمهاتهم.[12]
5. لها عدد من البحوث وأوراق العمل والقراءات التحليلية باللغة العربية والإنجليزية المنشورة في مجلات دورية متخصصة أو المقدمة في منتديات محلية وعالمية.

## مشاركتها
1. لها حضور عالمي وعربي ووطني يتمثل في عدد كبير جدا من المشاركات في مجال الدراسات الاجتماعية والمطالب الحقوقية وفي المجال الثقافي الشعري والأدبي وأدب الطفولة. وذلك بالاستجابة لدعوات العديد من المؤتمرات والندوات ومهرجانات الإبداع والشعر العربي والعالمي.[بحاجة لمصدر]
2. شاركت بتحكيم عدد من المسابقات الأدبية الخاصة بأدب الطفل بمكتب التربية العربي.من العام (1996م)(2007م)، شار كت في تحكيم أعمال إبداعية لنشر اصدرات شعر الشباب.
3. شاركت في إطلاق وعمل ومراجعة الصياغة النهائية لكتابة تقرير التنمية عن نهوض المراة العربية (2005-2006م).
4. شاركت في ورشة عمل التدريب على القيادة النسائية بالمجتمع المدني بالأردن / البترا 2003م.
5. شاركت في صياغة وثيقة «الحرية الذاتية والوطنية» لدول الخليج العربي الصادرة عن جمعية البحرين النسائية 2007م
6. شاركت في لقاء خادم الحرمين الشريفين بالمشاركات في مؤتمر الحوار الوطني الثالث وكان بحضور الأميرة حصة الشعلان.
7. شاركت في لقاء خادم الحرمين الشريفين بالمثقفات السعوديات بقصر الحكم لنقل رؤى ومطالب الثقافة. (2006)
8. حصلت على جائزة وزارة الثقافة والإعلام عام 2007م لريادتها للشعر الحديث على المستوى السعودي بإصدارها الأول عام 1975م
9. لها عدد كبير من المشاركة التلفزيونية الفضائية في طرح وتحليل العديد من القضايا الاجتماعية والسياسية والثقافية الخاصة بالمجتمع السعودي والمجتمع العربي ومنها برنامج الحدث الساسي/قناة ال بي سي، برنامج آفاق ثقافية وبرنامج سيدة في العمل /قناة الأخبارية. المشاركة الحوارية في برامج القناة السعودية الإنجليزية وبرامج لقنوات أجنبية/ أمريكية، يابانية /سويدية وبريطانية (تلفزيونيا وإذاعيا وصحافة)
10. أجريت معها العديد من الحوارات الصحفية (بالوسائل الورقية والإلكترونية) لوكالات أنباء عالمية وللعديد من المجلات والصحف السعودية والعربية والأجنبية مثل الواشنطن بوست، الاسوشيت برس الأورينتل برس، الفيجارو، الجاردين (يمكن الاطلاع عليها بالبحث الإلكتروني).
11. شاركت في لجنة تحكيم برنامج «معلقة 45» عام 2023م.[13]